# Alan Wilson (sport mécanique)
Pour les articles homonymes, voir Alan Wilson et Wilson.
Alan Wilson, né le 9 mai 1946 à Durban (Afrique du Sud), est un architecte américain.
Il est connu pour être le créateur de nombreux circuits de sports mécaniques. Il a également fait partie du Sports Car Club of America entre 2000 et 2004 et commissaire de course pour le championnat Champ Car en 1985.

## Architecture
Alan Wilson a dessiné et construit plus de 20 circuits dans le monde.

## Circuits notables
- Miller Motorsports Park, États-Unis
- Calabogie Motorsports Park, Canada
- Barber Motorsports Park, États-Unis
- Motorsports Park Hastings, États-Unis
- Gingerman Raceway, États-Unis
- Beaver Run Motorsports Park, États-Unis
- Circuit Mont-Tremblant, Canada (redessiné)

## Vie privée
Alan Wilson est marié avec Desiré Wilson, une des plus célèbres pilotes de par le fait de sa participation au championnat du monde de Formule 1 1980 ainsi qu'aux 24 Heures du Mans à 3 reprises, avec comme meilleur résultat une 7e place. Le couple n'a pas d'enfant.